# Бубнярці
45°38′ пн. ш. 15°21′ сх. д. / 45.64° пн. ш. 15.35° сх. д.
Бубнярці (хорв. Bubnjarci) — населений пункт у Хорватії, у Карловацькій жупанії у складі громади Жаканє.

## Населення
Населення за даними перепису 2011 року становило 210 осіб.
Динаміка чисельності населення поселення: